# Río San Jorge
El río San Jorge es un río colombiano que nace en el parque nacional natural Paramillo (en el municipio de Ituango, Antioquia) y que corre entre las serranías de San Jerónimo y Ayapel, se adentra a la Región de La Mojana, antes de desembocar en el río Magdalena, en el departamento de Bolívar.   
En su trayecto pasa por el corregimiento de Tierradentro y los municipios de Montelíbano, Puerto Libertador, La Apartada, Buenavista y Ayapel en el departamento de Córdoba; en el departamento de Sucre, los municipios de San Marcos, Caimito y San Benito Abad. Donde es un eje estructurante de la economía local.  
Su cuenca hidrográfica comprende 96.500 km² en el sudeste del departamento de Córdoba, y canaliza las aguas de la Ciénaga de Ayapel hacia La Mojana, bañado en su recorrido los departamentos caribeños de Córdoba, Sucre y Bolívar. Sus tributarios son los ríos San Pedro, Sucio y Uré. Registra un caudal mínimo de 24 m³/s y uno máximo de 697 m³/s.
Actualmente el río San Jorge es uno de los ríos con más riqueza piscícola, pero su alta contaminación y deterioro se deben en gran parte a la pesca con explosivos y la obtención de oro de aluvión de sus aguas por el método de la flotación en mercurio.

## Historia
El primer europeo en ver el río San Jorge fue el conquistador español Alonso de Heredia, mientras buscaba establecer contacto con la cultura Zenú en la década de 1530. Por 1538 fue visitado por tropas bajo el mando del Tesorero Real de Santa Marta, Pedro Briceño y Berdugo, siguiendo órdenes del su gobernador, Jerónimo Lebrón. En aquel entonces el río llevaba el nombre indígena de Xegú o Jegú y sobre sus orillas florecían numerosas aldeas de la sociedad precolombina zenú como Yapé (la Actual Ayapel, Córdoba) y Tacasuán (la actual San Benito Abad, Sucre, cerca de la cual Heredia descubrió el río. Heredia le dio el nombre de San Jorge en honor al santo cristiano que se enfrentó a un dragón.
En 1966 un aviador estadounidense avistó la extensa red de canales y camellones artificiales del San Jorge y fue el primero en afirmar que ese "rastrillado" no era natural sino una obra de ingeniería humana. En 1986, las arqueólogas colombianas Clemencia Plazas y Ana María Falchetti, defendiendo esa tesis demostraron que los camellones y canales construidos en las riberas del San Jorge (que abarcan cerca de 50.000 km² y que son la red de canales prehispánica más grande de América) fueron en efecto obra de la sociedad precolombina Zenú; y que el valle del San Jorge estuvo habitado por una sociedad altamente tecnificada como se puede observar de la cerámica y orfebrería hallada en las riberas del río. Constituido por una extensa red de canales artificiales, el Sistema Hidráulico Prehispánico del Río San Jorge comprende un área de 20.000 km² y fue construido por un grupo étnico que habitó la zona entre los siglos I y VII según los escasos datos sobre el particular. Como se trata de una zona que permanece inundada durante varios meses al año, fue necesaria la creación de un sistema de drenaje para permitir el establecimiento permanente de la población en ese lugar.
- Datos: Q3458777
- Multimedia: San Jorge River / Q3458777